# シュルクーフ (フリゲート)
シュルクーフ（フランス語：Surcouf, F 711）は、フランス海軍のラファイエット級フリゲート2番艦。艦名はナポレオン戦争で活躍した提督ロベール・シュルクーフ（fr:Robert Surcouf）に由来する。

## 艦歴
「シュルクーフ」は、DCNロリアン工廠で建造され1992年7月6日に起工、1993年7月3日に進水、1997年2月27日に就役する。
2000年5月20日にサン・マロと命名都市の関係を結ぶ。「シュルクーフ」はトゥーロンに配備され海外領土や経済水域の警備の他に空母戦闘群の支援や特殊作戦および人道援助任務を担当し海洋における諸任務に当たる。
進水後の1994年から公試運転等を開始し、初めにルート・デュ・ラム（ラムの道、fr:Route du rhum）の出発港であるサン・マロを訪問し出発式に参加。1995年前半期にはホライズン計画のフィードバックを受けるためにロンドンとナントを訪れ、その後は北大西洋を横断してレイキャヴィーク、ボストン、ミクロン島、リスボンに寄港し北大西洋航海を経て建造安定体系を完了させる。
1997年のアンテロープ作戦（ガボンとコンゴ共和国）、1999年にはエチオピア・エリトリア紛争に対応するためのコール・アンガ作戦が発動されジブチに派遣される。2002年前半期および2003年中頃にはヘラクレス作戦のためインド洋・アラビア海に展開する。2004年10月14日にイエメン沖で座礁したパナマ籍の貨物船「サラ2」の乗員16名を艦載ヘリコプターで救出し空輸後イエメン沿岸警備隊に移送する。2007年3月から8月までは第150合同任務部隊に属しインド洋に展開した。これ以外にもトライデント作戦（コソボ）の支援に参加する。
2013年1月14日、アタランタ作戦参加中のところソマリア沖30マイルのインド洋海域にて遭難したダウ船の救助に向かい船員10人を救出している。作戦参加期間は2012年12月から翌2013年2月まで。